# Wadjik
Wadjik, ook bekend als pulut manis, is een platte ruitvormige koek van kleefrijst, kokosmelk en palmsuiker. Deze zoete plakkerige rijstcake wordt veel gegeten in Indonesië, Maleisië, Papoea-Nieuw-Guinea en Brunei.
Het gerecht wordt gemaakt van kleefrijst die wordt gestoomd en vervolgens gekookt met een mengsel van kokosmelk en suiker tot hij vettig is en zacht aanvoelt. Het wordt als plaat aangemaakt en vervolgens in kleine stukjes gesneden; meestal in een ruitvorm. Vaak worden ze in een pandanblad gewikkeld. Er zijn vele lokale verschillen, zowel in vorm als in kleur.

## Oorsprong
Vermoed wordt dat wadjik oorspronkelijk afkomstig is van het Indonesische eiland Java. Maaltijden en conserven met de combinatie van kleefrijst en palmsuiker hebben een lange traditie in Java. Een van de oudste vermeldingen van dit gerecht is het Javaanse manuscript Nawaruci, geschreven door Empu Siwamurti, in de Majapahit-periode.